# Районы Сирии
Сирия состоит из 14 мухафаз, разделённых на 65 районов или минтак, и города Дамаск . Районы разделены на 281 нахию. Каждый район имеет такое же название, как и его центр.
Районы и нахии находятся в ведении должностных лиц, назначаемых губернатором, при условии одобрения их кандидатур министром внутренних дел. Эти должностные лица работают с избранными райсоветами над потребностями людей, а также выступают в качестве посредников между центральным органом исполнительной власти и традиционными местными лидерами, такими как сельские старосты, лидеры кланов, и совет старейшин.

## Дамаск
1. Дарайя
2. Дума
3. Гудсайа
4. Катана
5. Маркяз Риф Димашк
6. Эль-Гутайфа
7. Эль-Забадани
8. Эль-Набк
9. Эт-Талл
10. Ябруд

## Даръа
1. Даръа
2. Эль-Санамайн
3. Изра

## Идлиб
1. Джиср-эш-Шугур
2. Идлиб
3. Мааррет-эн-Нууман
4. Харим
5. Эриха

## Латакия
1. Джабла
2. Латакия
3. Эль-Кардаха
4. Эль-Хаффа

## Халеб
1. Аазаз
2. Айн-эль-Араб
3. Африн
4. Дейр-Хафир
5. Джебель-Семъан
6. Джераблус
7. Манбидж
8. Эль-Атариб
9. Эль-Баб
10. Эс-Сафира

## Хама
1. Масьяф
2. Мухрада
3. Саламия
4. Скальбия
5. Хама

## Хомс
1. Мухаррам-эль-Фаукани
2. Пальмира
3. Телль-Ду
4. Телль-Калах
5. Хомс
6. Эль-Кусайр
7. Эр-Растан

## Эль-Кунейтра
1. Фик
2. Эль-Кунейтра

## Эр-Ракка
1. Эр-Ракка
2. Эс-Саура
3. Эт-Телль-эль-Абьяд

## Эс-Сувейда
1. Сальхад
2. Шахба
3. Эс-Сувейда